# Joe Fixit
Joe Fixit, conosciuto anche come Hulk Grigio, è un personaggio dei fumetti creato da Peter David e dal disegnatore Todd McFarlane. Ha esordito nella serie a fumetti The Incredible Hulk (vol. 1) - n. 324 di ottobre 1986 - pubblicata negli Stati Uniti dalla Marvel Comics.
Si tratta della prima incarnazione di Hulk, alter ego dello scienziato Bruce Banner, che successivamente verrà soppiantata dalla versione verde, più forte ma molto meno intelligente. Questo personaggio, dal n. 347 di settembre 1988, assume l'identità di Joe Fixit, guardia del corpo del boss Berenghetti, proprietario di un casinò a Las Vegas.

## Genesi del personaggio
La scelta di creare l'incarnazione di Hulk Grigio fu un'idea di Peter David ma non si trattò di una novità, quanto di una citazione del primo episodio della serie a fumetti nel quale il personaggio era appunto grigio e si manifestava solo di notte; per problemi tipografici, Stan Lee, autore del personaggio originale, decise di renderlo verde, seguendo il detto "verde di rabbia"; egli stesso ricorda che «In un primo momento avevo deciso di farlo grigio dopo aver visto il personaggio Solomon Grundy della DC comics pubblicato ben 18 anni prima. Quando venne pubblicato il primo episodio, il tipografo ebbe qualche problema con il grigio, dato che il personaggio ricordava troppo la controparte DC. Così, andai a parlare con la squadra tecnica e loro mi dissero: "Beh, sarebbe più facile trovare un altro colore, ma non preoccuparti", insomma dovevo scegliere un altro colore. Fu solo allora che mi resi conto che non esisteva ancora un eroe verde. Così dissi: "Okay, facciamolo verde". Fu un vero caso.».

## Storia editoriale

Betty Ross e l'Hulk Grigio, disegni di Todd McFarlane

Alla fine degli anni ottanta, nonostante il successo della serie televisiva L'incredibile Hulk con Lou Ferrigno a fare da traino, la serie a fumetti stentava a decollare e una volta terminato l'effetto del telefilm entrò in crisi e, come scrisse Peter David nell'introduzione del volume "Hulk di Peter David Vol. 1 – Circolo Vizioso": «Questa serie non la voleva nessuno.». David all'epoca non era uno scrittore di punta della Marvel - così come il disegnatore McFarlane era ancora agli inizi - e, assunto per realizzare le nuove storie di Hulk, si ricollegò alle origini del personaggio, ovvero quando era grigio, cambiandone radicalmente la psicologia: se l'Hulk verde aveva la mentalità ingenua di un bambino, quello grigio era cinico, intelligente e infido. Con il pretesto delle macchinazioni del Capo, storica nemesi di Hulk, e coadiuvato ai disegni di Todd McFarlane, David introdusse questa nuova incarnazione nel n. 347 della serie The Incredible Hulk (vol. 2).
La versione grigia di Hulk ritornò nel 2003 nella miniserie Hulk: Gray, scritta da Jeph Loeb e dedicata a una rivisitazione delle origini di Hulk.

## Biografia del personaggio
Bruce Banner, a seguito di una esposizione ai raggi gamma, si trasforma in un mostruoso essere dalla pelle grigia al sopraggiungere della notte. Successivamente le trasformazioni avvengono ogni volta che Banner si trova sottoposto a situazioni di stress con conseguente attacco d’ira e con la pelle che diviene di colore verde. Anni dopo, nella speranza di riuscire finalmente a curare Banner, Doc Samson riesce a separarlo fisicamente da Hulk ma poi, per impedire che il governo elimini la creatura, tenta di riunirli dando accidentalmente vita all'Hulk grigio; nell'esperimento viene coinvolto Rick Jones il quale ora, al tramonto, viene trasformato in un Hulk selvaggio dalla pelle verde. L'Hulk grigio si manifesta solo di notte - proprio come nelle prime apparizioni del personaggio - e possiede l'intelligenza di Banner ma pochi suoi specifici ricordi e nessuna moralità; detesta inoltre Betty Ross, amata invece da Banner, ma lei gli dichiara di non considerarlo un nemico e di aver capito che è parte integrante della personalità di Bruce. In questo periodo, Hulk riaffronta il Capo, un supercriminale che si rende responsabile della creazione dei terribili Roccia e Redentore e che sferra un attacco all'Hulk grigio intrappolandolo in un'area recintata dove una bomba gamma sta per detonare. Creduto morto nell'esplosione, Hulk viene invece portato nel mondo di Jarella, riuscendo così a evitare gli effetti della bomba. Qui si ritrova invischiato in una guerra religiosa e accetta di aiutare una schiera di maghi a patto che loro impediscano per sempre a Banner di riemergere.
Ritornato sulla Terra, Hulk adotta l'identità di Joe Fixit e trova un impiego a Las Vegas come guardaspalle, indossando abiti da gangster e immischiandosi in attività malavitose del proprietario di un casinò, Michael Berenghetti, con il quale instaura un'amicizia. Fixit riesce a convincere gran parte dei suoi soci in affari che la sua pelle grigia è una sua precisa caratteristica razziale e comincia una relazione romantica con Marlo Chandler, sebbene Bruce sia ancora sposato con Betty. Marlo comunque pone fine alla relazione sentendosi a disagio a causa dei segreti che Fixit nasconde. In seguito però l'incantesimo di soppressione di Banner svanisce e Hulk grigio ritorna ad apparire solo di notte, con Banner che riemerge durante il giorno, assumendo l'identità del fratellastro di Fixit. Ritornato da Betty, Bruce viene ripetutamente conteso fra l'Hulk verde - che riappare nella vita di Banner - e Fixit, i quali cercano di manifestarsi quando lo scienziato manifesta rabbia, stress o attacchi d'ira. A questo punto Doc Samson capisce che le continue trasformazioni possono avere effetti negativi su Bruce e, dopo una terapia intensiva predisposta insieme al criminale ipnotista Ringmaster, Hulk riemerge con tre differenti personalità fuse in una sola: è verde e più grande ma con l'intelligenza di Banner e con il cinismo di Fixit. In tal modo il personaggio di Bruce riesce a porre un rimedio alla sua schizofrenia, anche se solo temporaneamente visto che l'Hulk verde e quello grigio torneranno a riemergere successivamente.

### Hulk Rosso
Bruce Banner si trova a Las Vegas per cercare di fermare un'orda di Wendigo inferociti dopo che uno di loro era stato ucciso dall'Hulk Rosso. Banner si trasforma in Joe Fixit e si appresta a fermare le creature quando improvvisamente viene attaccato da Moon Knight. Nel successivo scontro, mentre Fixit sta per schiacciare il vigilante mascherato, quest'ultimo viene soccorso da Ms. Marvel e Sentry.

## Poteri e abilità
L'Hulk Grigio è meno forte dell'Hulk verde ma in compenso è molto più intelligente e astuto. In Marvel Comics Presents n. 52 distrugge con un singolo pugno un asteroide largo il doppio della Terra, salvando il pianeta.

## Altre versioni

### Ultimate Hulk
Nella serie Ultimate, Hulk è prevalentemente grigio e dimostra più autocontrollo rispetto alla versione classica. Il secondo tipo di trasformazione di Hulk è al contrario della controparte classica. Nella versione tradizionale Hulk è verde, e diventa grigio in qualche occasione, nella versione Ultimate è grigio, ma quando riesce a mantenere la sua intelligenza e un maggiore controllo fisico diventa di colore verde, come si può vedere nella miniserie Ultimate Wolverine vs. Hulk.

## Altri media

### Cinema
- Nel 2003, mentre Hulk di Ang Lee usciva nelle sale, lo sceneggiatore del film, James Schamus, stava pianificando un sequel che prevedesse la presenza dell'Hulk grigio: il progetto, tuttavia, non decollò perché il primo film non riscosse il successo sperato.[23] In compenso il personaggio appare come segreto sbloccabile nell'omonimo videogioco il quale è ambientato dopo gli eventi del film ma non ha un ruolo nella storia.[24]
- Nel franchise del Marvel Cinematic Universe, il personaggio non compare ma nelle intenzioni iniziali di Avengers: Age of Ultron (2015), Hulk doveva cambiare colore nella sequenza di "possessione" da parte di Wanda Maximoff e passare dal verde al grigio.[25]

### Televisione
- Appare per la prima volta nell'ultimo episodio della prima stagione della serie animata L'incredibile Hulk, nel tentativo di Doc Samson di rifondere Banner e Hulk verde. A partire dalla seconda stagione ha un ruolo di rilievo (assume anche l'identità di Joe Fixit) ma a differenza del fumetto, si manifesta nello stesso modo dell'Hulk verde (non di notte ma quando Banner è sottoposto ad una situazione di rabbia).